# Proceedings of the National Academy of Sciences
The Proceedings of the National Academy of Sciences of the United States of America, vanligtvis förkortad till PNAS, är en vetenskaplig tidskrift som utges av National Academy of Sciences sedan 1914.
Tidskriftens impact factor 2014 var 9,674 enligt Thomson ISI.